# Motu proprio

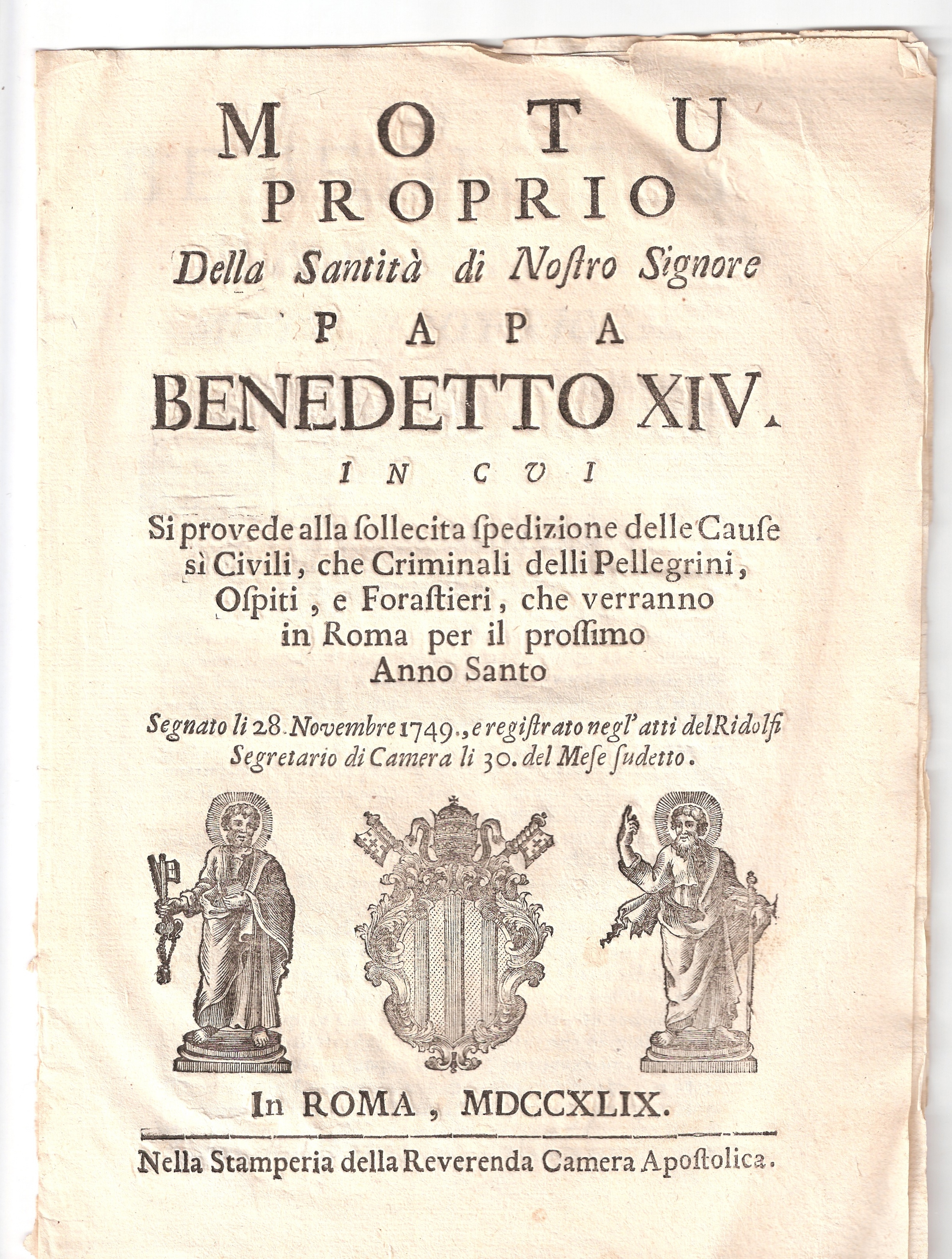
Della Santità di Nostro Signore, motu proprio du pape Benoît XIV, 1749.

Un motu proprio (du latin, « de son propre mouvement ») est une lettre apostolique émise par le pape de sa propre initiative. Il peut être adressé à l'ensemble de l'Église catholique ou à un groupe spécifique au sein de l'Église.

## Description
Les motu proprio sont généralement des documents assez brefs, traitant de questions spécifiques. Les textes papaux d'une portée plus large sont appelés  « constitutions apostoliques » et les documents doctrinaux sont des encycliques.
Un motu proprio est signé personnellement, en latin, par le pape. Il n'est ni scellé ni contresigné.
Le texte commence par la formule suivante : [Nom du pape], Litteræ apostolicæ, Motu proprio datæ (« Lettre apostolique donnée de [son] propre chef »).
Le contenu est ordinairement rédigé en latin ou en italien. Il se présente en deux parties : d'abord, un énoncé des motifs de la décision, qui se termine par ces mots : « pour les raisons exposées ci-dessus, par cette lettre apostolique émise de notre propre chef, nous établissons et décidons ce qui suit […] » ; ensuite, vient l'énumération des mesures décrétées. Le plus souvent, il s'agit de modifications d'ordre juridique ou administratif, ou encore de l'octroi de statuts particuliers.
Un motu proprio est valable même s'il n'est pas conforme au Corpus juris canonici en vigueur ou aux décisions papales antérieures.

## Histoire

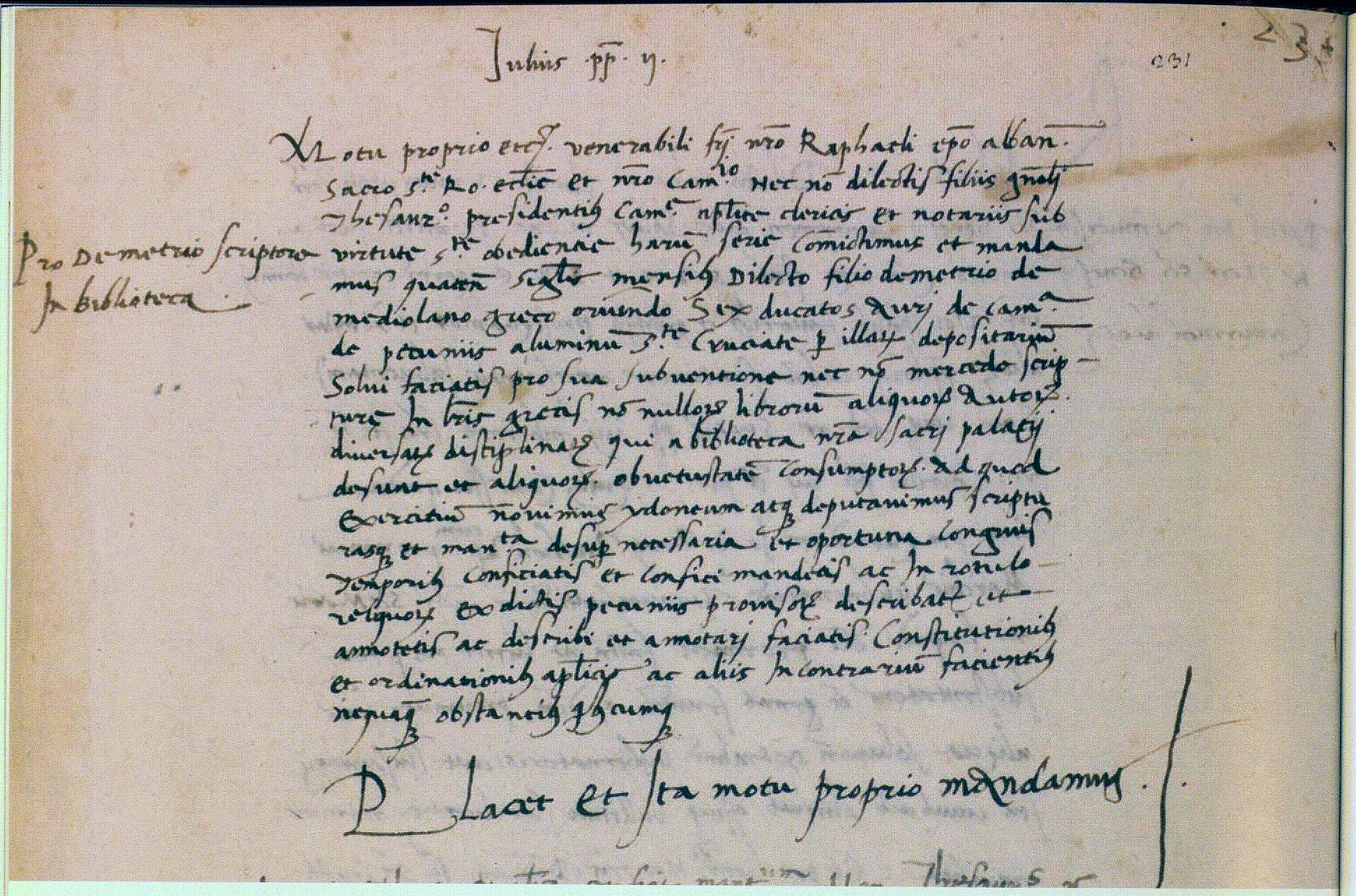
Un motu proprio du pape Jules II, 1506.

Le premier motu proprio remonte à Innocent VIII en 1484.

## Exemples demotu propriorécents

### XXesiècle
- Pie X :  Inter pastoralis officii sollicitudes, 22 novembre 1903, sur la musique d'église, dont le chant grégorien.
- Pie X : Praestantia Scripturae (de), 18 novembre 1907, sur la Commission biblique pontificale et les sanctions contre les « erreurs » des modernistes.
- Benoît XV : Orientis Catholici, 15 octobre 1917 portant fondation de l'Institut pontifical oriental[1].
- Jean XXIII : Superno Dei (es), 5 juin 1960, sur les commissions préparatoires du concile Vatican II.
- Jean XXIII : Cum gravissima, 15 avril 1962, précisant que tous les cardinaux doivent avoir reçu la consécration épiscopale.
- Paul VI : Ecclesiae Sanctae (en), 6 août 1966, sur l'application de divers décrets de Vatican II, dont les prélatures personnelles.
- Paul VI : Solemni Hac Liturgia, 30 juin 1968, officialisant le Credo de Paul VI.
- Paul VI : Mysterii Paschalis (en), 14 février 1969, réorganisant le calendrier liturgique et la vénération des saints.
- Jean-Paul II : Ecclesia Dei, 2 juillet 1988, répondant aux traditionalistes et mettant en place la commission pontificale Ecclesia Dei.
- Jean-Paul II : Ad tuendam fidem, 18 mai 1998, sur les vérités tranchées de manière définitive et devant être tenues par tous.
- Jean-Paul II : Sacramentorum sanctitatis tutela, 30 avril 2001, sur la compétence de la Congrégation pour la doctrine de la foi pour le suivi des crimes les plus graves commis dans l’Église contre les mœurs et dans la célébration des sacrements. Le texte de ce document a été modifié le 15 juillet 2010 par les normes De gravioribus delictis (« sur les délits les plus graves »).

### XXIesiècle
- Benoît XVI : Summorum Pontificum, 7 juillet 2007, autorisant plus largement la célébration de la messe selon l'édition 1962 du Missel romain.
- Benoît XVI : Ecclesiae unitatem, 2 juillet 2009, rattachant la commission pontificale Ecclesia Dei à la Congrégation pour la doctrine de la foi.
- Benoît XVI : Omnium in mentem, 26 octobre 2009, modifiant cinq canons du Code de droit canonique de 1983.
- Benoît XVI : Ubicumque et semper, 21 septembre 2010, instituant le Conseil pontifical pour la promotion de la nouvelle évangélisation.
- Benoît XVI : Motu proprio, 30 décembre 2010 (sans titre), pour la prévention et la lutte contre les activités illégales dans les domaines financier et monétaire ; il confirme la loi de l'État de la Cité du Vatican (datée du même jour), avec notamment la création de l'Autorité d'information financière.
- Benoît XVI : Normas Nonnullas, 22 février 2013, modifiant plusieurs règles du conclave[2] et permettant sa renonciation.
- François : Motu proprio, 15 novembre 2013 (sans titre), donnant de nouveaux statuts à l'Autorité d'information financière.
- François : Fidelis dispensator et prudens, 24 février 2014, créant le conseil pour l’Économie, le secrétariat pour l’Économie et le poste de réviseur général.
- François : Mitis Iudex Dominus Iesus, 15 août 2015, sur la réforme du procès canonique pour les causes de déclaration de nullité du mariage dans le droit canonique.
- François : Ecclesia Dei, 17 janvier 2019, supprimant la commission pontificale Ecclesia Dei, dont les missions sont rattachées à la Congrégation pour la doctrine de la foi[3]
- François : Vos estis lux mundi, 9 mai 2019[4], sur la lutte contre la pédophilie dans l'Église. Le pape impose aux clercs (prêtres et évêques) l'obligation de dénoncer les abus sexuels dont ils auraient connaissance.
- François : Aperuit illis, 30 septembre 2019[5], instituant le « dimanche de la Parole de Dieu ». Le troisième dimanche du temps ordinaire est consacré à la célébration, à la réflexion et à la proclamation de la Parole de Dieu.
- François : Traditionis custodes, 16 juillet 2021[6], limitant la célébration de la messe selon le missel antérieur au concile Vatican II.